# Боровая Буда (Кормянский район)
Боровая Буда (бел. Баравая Буда) — агрогородок в Боровобудском сельсовете Кормянского района Гомельской области Беларуси. Административный центр  Боровобудского сельсовета.

## География

### Расположение
В 18 км на юго-запад от Кормы, в 68 км от железнодорожной станции Рогачёв (на линии Могилёв — Жлобин), в 102 км от Гомеля.

### Гидрография
На восточной окраине начинается река Чечора (приток реки Сож).

## Транспортная сеть
Автодорога связывает деревню с Кормой. Планировка состоит из прямолинейной почти широтной улицы, к центру которой присоединяется короткая прямолинейная улица. Застройка двусторонняя, неплотная, деревянная усадебного типа.

## История
Согласно письменным источникам известна с XVIII века как деревня в Речицком повете Минского воеводства Великого княжества Литовского. По инвентарю 1720 года 7 дымов 7 валок земли, в Меркуловичском старостве. После 1-го раздела Речи Посполитой (1772 год) в составе Российской империи. По ревизским материалам 1859 года во владении помещика А. И. Жуковского. В 1880 году работал хлебозапасный магазин, в Меркуловичской волости Рогачёвского уезда Могилёвской губернии. Согласно переписи 1897 года действовали церковно-приходская школа, лавка, трактир. В 1909 году 1129 десятин земли, мельница.
С 20 августа 1924 года до 16 июля 1954 года центр Боровобудского сельсовета Кормянского района Могилёвского (до 26 июля 1930 года) округа, с 20 февраля 1938 года Гомельской области. В 1930 году организован колхоз «Землеупорядочение», работала кузница. Согласно переписи 1959 года центр совхоза имени В. И. Чапаева, располагались кирпичный завод, средняя школа, Дом культуры, библиотека, фельдшерско-акушерский пункт, детский сад, отделение связи, столовая, магазин.
Ранее населённый пункт находился в составе Струкачёвского сельсовета.

## Население

### Численность
- 2004 год — 170 хозяйств, 430 жителей

### Динамика
- 1720 год — 7 дымов
- 1880 год — 67 дворов, 448 жителей
- 1897 год — 102 двора, 655 жителей (согласно переписи)
- 1909 год — 111 дворов, 794 жителя
- 1959 год — 544 жителя (согласно переписи)
- 2004 год — 170 хозяйств, 430 жителей